# Abteilungsunterricht
Unter Abteilungsunterricht ist eine Organisationsform des Unterrichtes zu verstehen, die sich auf Schulklassen bezieht die mehrstufig geführt werden. Besonders in entlegenen ländlichen Bereichen, und generell in früherer Zeit noch weitaus verbreiteter, wurden Kinder verschiedener Schulstufen gemeinsam in einem Klassenverband unterrichtet. Die einzelnen Schulstufen stellten innerhalb der Klasse eigene Abteilungen dar, die voneinander getrennt unterrichtet wurden.
Die heutige Mehrstufenklasse versuchen die Vorteile der Mehrstufigkeit und Gemischtaltrigkeit zu nutzen, bei gleichzeitigem Verzicht auf Abteilungsunterricht, dieser wird durch verschiedene Konzepte aus der Reformpädagogik ersetzt.